# Nuoto ai I Giochi europei
Le gare di nuoto ai I Giochi europei sono state disputate a Baku dal 23 al 27 giugno 2015.

## Podi

### Maschili
| Evento               | Oro                                                                        | Perform. | Argento                                                                 | Perform. | Bronzo                                                                       | Perform. |
| Stile libero         |                                                                            |          |                                                                         |          |                                                                              |          |
| 50 m                 | Ziv Kalontarov                                                             | 22"16    | Giovanni Izzo                                                           | 22"51    | Aleksei Brianskii                                                            | 22"69    |
| 100 m                | Duncan Scott                                                               | 49"43    | Alessandro Miressi                                                      | 50"03    | Vladislav Kozlov                                                             | 50"11    |
| 200 m                | Duncan Scott                                                               | 1'48"55  | Cameron Kurle                                                           | 1'48"92  | Elisei Stepanov                                                              | 1'49"64  |
| 400 m                | Paul Hentschel                                                             | 3'52"43  | Dimitrios Dimitriou                                                     | 3'52"57  | Ernest Maksumov                                                              | 3'52"65  |
| 800 m                | Nicolas D'Oriano                                                           | 7'59"87  | Marcos Rodriguez Mesa                                                   | 8'01"73  | Henning Muehlleitner                                                         | 8'04"33  |
| 1500 m               | Nicolas D'Oriano                                                           | 15'13"31 | Ernest Maksumov                                                         | 15'13"90 | Marc Hinawi                                                                  | 15'25"63 |
| Dorso                |                                                                            |          |                                                                         |          |                                                                              |          |
| 50 m                 | Filipp Shopin                                                              | 25"40    | Marek Ulrich                                                            | 25"44    | Andrii Khloptsov                                                             | 25"71    |
| 100 m                | Luke Greenbank                                                             | 54"76    | Filipp Shopin                                                           | 54"81    | Marek Ulrich                                                                 | 55"35    |
| 200 m                | Luke Greenbank                                                             | 1'56"89  | Mikita Tsmyh                                                            | 1'59"45  | Roman Larin                                                                  | 1'59"60  |
| Rana                 |                                                                            |          |                                                                         |          |                                                                              |          |
| 50 m                 | Andrius Sidlauskas                                                         | 27"81    | Nikola Obrovac                                                          | 27"89    | Tobias Bjerg                                                                 | 28"04    |
| 100 m                | Anton Čupkov                                                               | 1'00"65  | Andrius Sidlauskas                                                      | 1'01"42  | Charlie Attwood                                                              | 1'01"71  |
| 200 m                | Anton Čupkov                                                               | 2'10"85  | Kirill Mordashev                                                        | 2'12"94  | Luke Davies                                                                  | 2'13"45  |
| Farfalla             |                                                                            |          |                                                                         |          |                                                                              |          |
| 50 m                 | Andrii Khloptsov                                                           | 23"92    | Pawel Sendyk                                                            | 23"97    | Daniil Pakhomov                                                              | 24"02    |
| 100 m                | Daniil Pakhomov                                                            | 52"72    | Alberto Lozano Mateos                                                   | 52"78    | Daniil Antipov                                                               | 53"36    |
| 200 m                | Daniil Pakhomov                                                            | 1'57"04  | Giacomo Carini                                                          | 1'57"46  | Matthias Marsau                                                              | 1'58"96  |
| Misti                |                                                                            |          |                                                                         |          |                                                                              |          |
| 200 m                | Sebastian Steffan                                                          | 2'01"39  | Jarvis Parkinson                                                        | 2'01"94  | Martyn Walton                                                                | 2'02"24  |
| 400 m                | Nikolay Sokolov                                                            | 4'19"44  | Igor Balyberdin                                                         | 4'20"80  | Karol Zbutowicz                                                              | 4'22"22  |
| Staffette            |                                                                            |          |                                                                         |          |                                                                              |          |
| 4x100 m stile libero | Gran Bretagna Duncan Scott Martyn Walton Daniel Speers Cameron Kurle       | 3'19"38  | Italia Alessandro Miressi Giovanni Izzo Ivano Vendrame Alessandro Bori  | 3'20"19  | Russia Vladislav Kozlov Aleksei Brianskii Elisei Stepanov Igor Shadrin       | 3'20"22  |
| 4x200 m stile libero | Russia Aleksandr Prokofev Nikolay Snegirev Ernest Maksumov Elisei Stepanov | 7'16"08  | Gran Bretagna Duncan Scott Martyn Walton Kyle Chisholm Cameron Kurle    | 7'19"36  | Germania Paul Hentschel Henning Muehlleitner Konstantin Walter Moritz Brandt | 7'20"77  |
| 4x100 m misti        | Russia Filipp Shopin Daniil Pakhomov Anton Čupkov Vladislav Kozlov         | 3'36"38  | Gran Bretagna Duncan Scott Martyn Walton Luke Greenbank Charlie Attwood | 3'39"01  | Polonia Jakub Skierka Jacek Arentewicz Michal Chudy Pawel Sendyk             | 3'39"31  |

### Femminili
| Evento               | Oro                                                                                  | Perform. | Argento                                                                               | Perform. | Bronzo                                                                           | Perform. |
| Stile libero         |                                                                                      |          |                                                                                       |          |                                                                                  |          |
| 50 m                 | Marija Kameneva                                                                      | 25"23    | Marrit Steenbergen                                                                    | 25"27    | Julie Jensen                                                                     | 25"41    |
| 100 m                | Marrit Steenbergen                                                                   | 53"97    | Arina Openysheva                                                                      | 54"45    | Marija Kameneva                                                                  | 55"19    |
| 200 m                | Arina Openysheva                                                                     | 1'58"22  | Marrit Steenbergen                                                                    | 1'58"89  | Leonie Kullmann                                                                  | 1'59"77  |
| 400 m                | Arina Openysheva                                                                     | 4'08"81  | Leonie Kullmann                                                                       | 4'12"16  | Anastasija Kirpičnikova                                                          | 4'13"13  |
| 800 m                | Holly Hibbott                                                                        | 8'39"02  | Anastasija Kirpičnikova                                                               | 8'39"73  | Marina Castro Atalaya                                                            | 8'45"51  |
| 1500 m               | Sveva Schiazzano                                                                     | 16'40"17 | Janka Juhasz                                                                          | 16'40"39 | Marina Castro Atalaya                                                            | 16'46"16 |
| Dorso                |                                                                                      |          |                                                                                       |          |                                                                                  |          |
| 50 m                 | Caroline Pilhatsch                                                                   | 28"60    | Pauline Mahieu                                                                        | 28"70    | Marija Kameneva                                                                  | 28"77    |
| 100 m                | Polina Egorova                                                                       | 1'01"19  | Marija Kameneva                                                                       | 1'01"23  | Pauline Mahieu                                                                   | 1'01"34  |
| 200 m                | Polina Egorova                                                                       | 2'11"23  | Maxine Wolters                                                                        | 2'11"38  | Maryna Kolesnykova                                                               | 2'11"91  |
| Rana                 |                                                                                      |          |                                                                                       |          |                                                                                  |          |
| 50 m                 | Maria Astashkina                                                                     | 31"58    | Laura Kelsch                                                                          | 31"87    | Nolwenn Herve                                                                    | 32"08    |
| 100 m                | Maria Astashkina                                                                     | 1'07"71  | Giulia Verona                                                                         | 1'08"61  | Dar'ja Čikunova                                                                  | 1'09"02  |
| 200 m                | Maria Astashkina                                                                     | 2'23"06  | Giulia Verona                                                                         | 2'25"91  | Layla Black                                                                      | 2'27"61  |
| Farfalla             |                                                                                      |          |                                                                                       |          |                                                                                  |          |
| 50 m                 | Polina Egorova                                                                       | 26"82    | Caroline Pilhatsch                                                                    | 27"18    | Julie Jensen                                                                     | 27"19    |
| 100 m                | Polina Egorova                                                                       | 59"36    | Amelia Clynes                                                                         | 1'00"12  | Ilektra Lebl Laura Stephens                                                      | 1'00"54  |
| 200 m                | Julia Mrozinski                                                                      | 2'11"19  | Elisa Scarpa Vidal                                                                    | 2'12"27  | Boglarka Bonecz                                                                  | 2'12"42  |
| Misti                |                                                                                      |          |                                                                                       |          |                                                                                  |          |
| 200 m                | Maxine Wolters                                                                       | 2'13"37  | Ilaria Cusinato                                                                       | 2'13"78  | Abbie Wood                                                                       | 2'14"49  |
| 400 m                | Abbie Wood                                                                           | 4'41"97  | Ilaria Cusinato                                                                       | 4'44"01  | Anja Crevar                                                                      | 4'45"84  |
| Staffette            |                                                                                      |          |                                                                                       |          |                                                                                  |          |
| 4x100 m stile libero | Russia Arina Openysheva Vasilissa Buinaia Olesia Cherniatina Marija Kameneva         | 3'43"63  | Paesi Bassi Pien Schravesande Frederique Janssen Laura van Engelen Marrit Steenbergen | 3'44"10  | Gran Bretagna Darcy Deakin Madeleine Crompton Hannah Featherstone Georgia Coates | 3'45"80  |
| 4x200 m stile libero | Russia Arina Openysheva Anastasija Kirpičnikova Olesia Cherniatina Irina Krivonogova | 8'03"45  | Paesi Bassi Marieke Tienstra Frederique Janssen Laura van Engelen Marrit Steenbergen  | 8'04"65  | Gran Bretagna Darcy Deakin Holly Hibbott Hannah Featherstone Georgia Coates      | 8'04"84  |
| 4x100 m misti        | Russia Marija Kameneva Maria Astashkina Polina Egorova Arina Openysheva              | 4'03"22  | Paesi Bassi Iris Tjonk Tes Schouten Josien Wijkhuijs Marrit Steenbergen               | 4'07"99  | Gran Bretagna Rebecca Sherwin Layla Black Amelia Clynes Georgia Coates           | 4'09"10  |

### Misto
| Evento               | Oro                                                                      | Perform. | Argento                                                                   | Perform. | Bronzo                                                                      | Perform. |
| Staffette            |                                                                          |          |                                                                           |          |                                                                             |          |
| 4x100 m stile libero | Russia Vladislav Kozlov Elisei Stepanov Marija Kameneva Arina Openysheva | 3'30"30  | Gran Bretagna Duncan Scott Martyn Walton Darcy Deakin Georgia Coates      | 3'32"65  | Germania Alexander Lohmar Leonie Kullmann Katrin Gottwald Konstantin Walter | 3'33"74  |
| 4x100 m misti        | Russia Anton Čupkov Danil Pakhomov Marija Kameneva Arina Openysheva      | 3'49"53  | Gran Bretagna Luke Greenbank Charlie Attwood Amelia Clynes Georgia Coates | 3'52"03  | Germania Maxine Wolters Leo Schmidt Katrin Gottwald Johannes Tesch          | 3'54"27  |